# Fred Zinnemann
Fred Zinnemann (Rzeszów, 29. travnja 1907. – London, 14. ožujka 1997.), američki filmski redatelj austrijskog porijekla.
Isprva je režirao kratkometražne filmove, od kojih je Oscarom nagrađen Da nam žive majke!. Zaokupljen je moralnom dvojbom pojedinca koji pokušava ostati dosljedan svojim načelima. Oscara je dobio za filmove Odavde do vječnosti i Čovjek za sva vremena. 

### Ostali filmovi
- Točno u podne,
- Čina nasilja,
- Šakal,
- Sedmi križ.